# Нефёдов, Михаил Александрович (военный деятель)
Михаил Александрович Нефёдов (8 (20) ноября 1899, Капустин Яр, Астраханская губерния — 24 мая 1943, Морье, Ленинградская область) — советский военачальник, капитан 1-го ранга (21 марта 1942). Начальник военно-автомобильной дороги № 101 (ВАД-101) — «Дорога жизни».

## Биография
Родился 8 ноября (20 ноября по новому стилю) 1899 года в селе Капустин Яр Астраханской губернии.
Участник Гражданской войны, в 1918 году вступил в партию большевиков, в 1922 году начал службу на флоте. Был политруком, лектором в Электро-Минной школе им. Попова в Кронштадте (1922), инспектором и начальником агитационного отделения Морских сил Балтийского моря (1922—1923). С 1923 года М. А. Нефёдов — комиссар Учебного отдела Военно-морского училища.
В 1931 году он окончил Курсы усовершенствования начальствующего состава, в 1935 году — основной курс Военно-морской академии им. К. Е. Ворошилова. Когда Постановлением ЦИК и СНК СССР от 22 сентября 1935 года в РККА были установлены персональные воинские звания, сотруднику 4-го (военно-морского) отдела Разведывательного управления РККА Нефёдову было присвоено звание капитан 2-го ранга.
Некоторое время, в конце 1930-х годов, М. А. Нефёдов был военным советником в Китае, с марта 1938 по июнь 1939 года — заместитель, начальник Разведывательного управления Военно-Морского флота, в 1939 году был назначен старшим преподавателем кафедры тактики Высшего военно-морского училища им. М. В. Фрунзе в Ленинграде.
С началом Великой Отечественной войны — начальник тыла Рижской военно-морской базы.
Погиб 24 мая 1943 года. Похоронен в Александро-Невской лавре.

### «Дорога жизни»

Могила Нефёдова на Казачьем кладбище Александро-Невской лавры Санкт-Петербурга.

В ноябре 1941 года Военным Советом Ленинградского фронта было принято постановление от 19 ноября 1941 года о строительстве ледовой дороги через Ладожское озеро. Саму ледовую дорогу по озеру строил 37-й отдельный дорожно-эксплуатационный батальон (ОДЭБ), он же содержал её и обеспечивал непрерывное движение транспорта по ней. В ноябре—декабре начали создаваться строительные организации с Ленинградского фронта и Балтийского флота. 7 декабря 1941 года, спустя две недели после того, как началось движение автомашин по льду Ладожского озера, начальником ледовой дороги (вместо полковника В. Г. Монахова, руководившего её строительством) был назначен капитан 2-го ранга М. А. Нефёдов.
17 декабря 1941 года начальник ВАД-101 М. А. Нефёдов и батальонный комиссар П. С. Глухов (1902—1973) утвердили «Инструкцию о порядке движения и эксплуатационного содержания ледовой дороги по Ладожскому озеру». Позже дорога была подчинена на правах участка начальнику Управления перевозок тыла Ленинградского фронта генералу А. М. Шилову. 22 февраля 1942 года был издан приказ о назначении М. А. Нефёдова заместителем А. М. Шилова.
24 мая 1943 года во время налёта фашистской авиации на бухту Морье Михаил Нефёдов погиб. За несколько дней до этого он был назначен заместителем начальника тыла Балтийского флота генерал-лейтенанта М. И. Москаленко.

## Награды
- Награждён орденами Красного Знамени (1943) и Красной Звезды (1942), а также медалями.